# Kabinett Díaz Ayuso I
Das Kabinett Díaz Ayuso I bildete vom 20. August 2019 bis Juni 2021 die Regionalregierung der Autonomen Gemeinschaft Madrid.

## Kabinettsmitglied
| Amt                                                                 | Amtsinhaber | Amtsinhaber                                    | Partei     |
| ------------------------------------------------------------------- | ----------- | ---------------------------------------------- | ---------- |
| Regionalpräsidentin                                                 |             | Isabel Díaz Ayuso                              | PP         |
| Vizepräsident Minister für Sport und Transparenz Regierungssprecher |             | Ignacio Aguado (bis 10. März 2021)             | Ciudadanos |
| Ministerin für die Präsidentschaft                                  |             | Eugenia Carballedo                             | PP         |
| Minister für Justiz, Inneres und Opfer                              |             | Enrique López López                            | PP         |
| Minister für Finanzen und öffentliche Funktion                      |             | Javier Fernández-Lasquetty                     | PP         |
| Minister für Wirtschaft, Beschäftigung und Wettbewerbsfähigkeit     |             | Manuel Giménez Rasero                          | Parteilos  |
| Minister für Wohnungswesen und lokale Verwaltung                    |             | David Pérez García                             | PP         |
| Ministerin für Umwelt, Raumordnung und Nachhaltigkeit               |             | Paloma Martín                                  | PP         |
| Minister für Gesundheit                                             |             | Enrique Ruiz Escudero                          | PP         |
| Minister für Sozialpolitik, Familien, Gleichstellung und Geburt     |             | Alberto Reyero Zubiri (bis 2. Oktober 2020)    | Ciudadanos |
| Minister für Sozialpolitik, Familien, Gleichstellung und Geburt     |             | Javier Luengo (ab 2. Oktober 2020)             | Parteilos  |
| Minister für Infrastruktur, Verkehr und Mobilität                   |             | Ángel Garrido García (bis 10. März 2021)       | Ciudadanos |
| Minister für Bildung und Jugend                                     |             | Enrique Ossorio                                | PP         |
| Minister für Wissenschaft, Universitäten und Innovationsberatung    |             | Eduardo Sicilia Cavanillas (bis 10. März 2021) | Parteilos  |
| Ministerin für Kultur und Tourismus                                 |             | Marta Rivera de la Cruz (bis 10. März 2021)    | Ciudadanos |